# John Halliburton

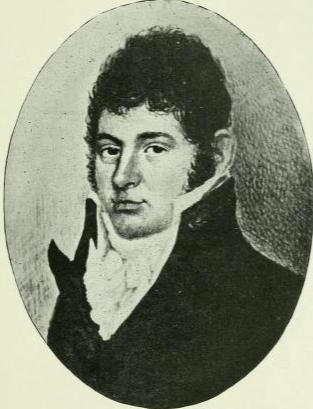
John Halliburton

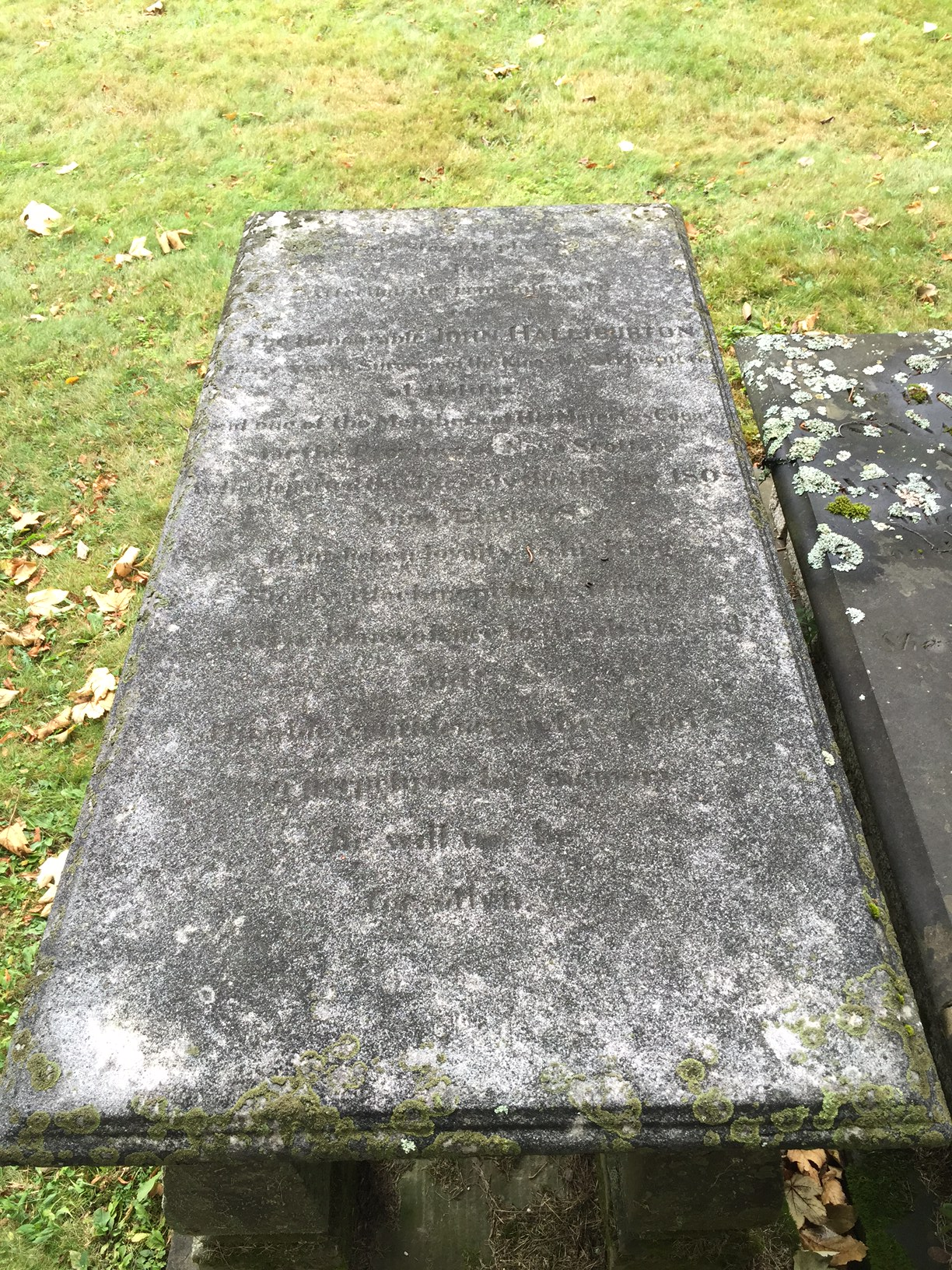
Grab Halliburtons

John Halliburton (* 1740 in Schottland; † 1808 in Halifax, Nova Scotia) war ein schottisch-stämmiger Mediziner und Politiker in Nova Scotia, Kanada.
John Halliburton war der Sohn eines schottischen presbyterianischen Priesters. Er arbeitete als Schiffsarzt für die Royal Navy, ließ sich aber noch vor der Amerikanischen Revolution in Newport (Rhode Island) nieder, wo er eine gutgehende Arztpraxis eröffnete und 1767 Susanna(h) Brenton (1747–1818; die Tochter des Admirals Jahleel Brenton) heiratete. Als Loyalist gab er – als der Amerikanische Unabhängigkeitskrieg verloren war – seine Praxis in Newport auf und ging nach Halifax, wo ihm 1782 die Marine-Sanitäts-Abteilung (Naval Medical Department) untergeordnet wurde. Auch in Halifax eröffnete er eine eigene Praxis.
Halliburton wurde noch 1782 Mitglied der North British Society in Halifax (heute The Scots), einer Vereinigung von schottischstämmigen Personen, deren Präsidentschaft er 1787 auch übernahm. Ebenfalls 1787 wurde er in den Council of Twelve berufen, einer beratenden Kammer des Gouverneurs von Nova Scotia. 1797 wurde Halliburton in die American Academy of Arts and Sciences gewählt.
Er war der Vater von Brenton Halliburton (1774–1860), der später oberster Richter am Nova Scotia Supreme Court wurde. John Halliburton starb 1808 in Halifax, sein Grab befindet sich auf dem dortigen Old Burying Ground.